# 14 Nothelfer (Band)
14 Nothelfer war eine deutsche Rechtsrock-Band aus Pirna.

## Bandgeschichte
14 Nothelfer formierte sich um Thomas Sattelberg, ein ehemaliges Mitglied der Wiking-Jugend und Mitbegründer der verbotenen Vereinigung Skinheads Sächsische Schweiz. Dieser war auch als Sozialarbeiter in der Jugendarbeit der AWO engagiert.
Die Band trat im Oktober 1997 auf einem Bandwettbewerb der Jugendarbeit auf, der von der Sächsischen Zeitung und der Sparkasse Pirna-Sebnitz unterstützt wurde. Sie belegte dort vor einem überwiegend rechtsradikalen Publikum den ersten Platz. 1998 erschien das Album Einstand. In der Folge trat die Gruppe im Vorprogramm von Ultima Thule und Kampfzone in Dresden vor rund 800 Personen auf. Im Mai 1999 folgte ein Auftritt auf einem Festival zusammen mit Storm (Schweden), Warlord (Vereinigtes Königreich), Legion of St. George und Proissenheads vor etwa 1000 Besuchern. 2000 folgte das bis dato letzte Album Hate ’n’ Roll. Am 31. März 2005 wurde das Debütalbum Einstand von der Bundesprüfstelle für jugendgefährdende Medien (BPjM) indiziert.
Die Band gilt heute als aufgelöst. Zwei Mitglieder spielten später in der rechtsextremen Pagan-Metal-Band Magog. Zu den Vertrauten der Band zählte NPD-Kreisgeschäftsführer Uwe Leichsenring, der ebenfalls bei den Skinheads Sächsische Schweiz aktiv war. Weitere Kontakte hatte die Band zur NPD und zu Blood & Honour.

## Name
Der Name, an den der Gruppe der zentralen christlichen Heiligen angelehnt, hat noch eine weitere Bedeutung. Der Ausdruck steht für die Fourteen Words, die der Rechtsextremist David Eden Lane prägte. Sie fassen das Programm amerikanischer Neonazis in einen Satz: „We must secure the existence of our people and a future for White children.“[1] (Wir müssen die Existenz unseres Volkes und eine Zukunft für weiße Kinder sichern.) Über dieses rassistische Glaubensbekenntnis schrieb die Band auch ein Lied für ihr Debütalbum.

## Diskografie
- 1998: Einstand (H.A. Records) (indiziert)
- 2000: Hate ’n’ Roll (Movement Records)